# Partido Republicano Progressista (1989)
O Partido Republicano Progressista (PRP) foi um partido político brasileiro. Seu número eleitoral era o 44, disputou todas as eleições brasileiras desde 1990 e obteve registro definitivo em 22 de novembro de 1991. Foi organizado para reunir o legado político de Ademar de Barros, ex-governador do estado de São Paulo.
Nas eleições de 2018, apoiou a candidatura do senador pelo Paraná Álvaro Dias à presidência da República pelo Podemos, elegendo ainda 4 deputados federais: Raimundo Costa, pela Bahia; Bia Kicis, pelo Distrito Federal; o ex-governador de Goiás Alcides Rodrigues e Wladimir Garotinho, pelo Rio de Janeiro, elegendo ainda para o Senado o jornalista Jorge Kajuru, pelo estado de Goiás.
Após não superar a cláusula de barreira nas eleições de 2018, em dezembro do mesmo ano, foi anunciada a incorporação do PRP ao Patriota. Em 28 de março de 2019, o plenário do TSE aprovou a incorporação.

## História
O PRP disputou todas as eleições brasileiras desde 1990 e obteve registro definitivo em 22 de novembro de 1991. Foi organizado para reunir o legado político de Ademar de Barros, ex-governador do estado de São Paulo. Foi dirigido por Ademar de Barros Filho, fazendo referência aos velhos PRP e PSP ademaristas. Quando da criação do PPB, em 1995, juntando o PPR malufista ao PP, o então deputado federal Ademar de Barros Filho tentou incluir o PRP na fusão, mas a proposta foi rechaçada pela Convenção Nacional. Ademar se retirou da legenda e foi substituído pelo seu vice, Dirceu Gonçalves Resende, natural de São José do Rio Preto, político de renome na região de Jales, onde teve vários cargos políticos. Dirigiu nacionalmente o PRP até seu falecimento, em 2003. Desde então, o partido foi presidido por seu filho, Ovasco Resende.

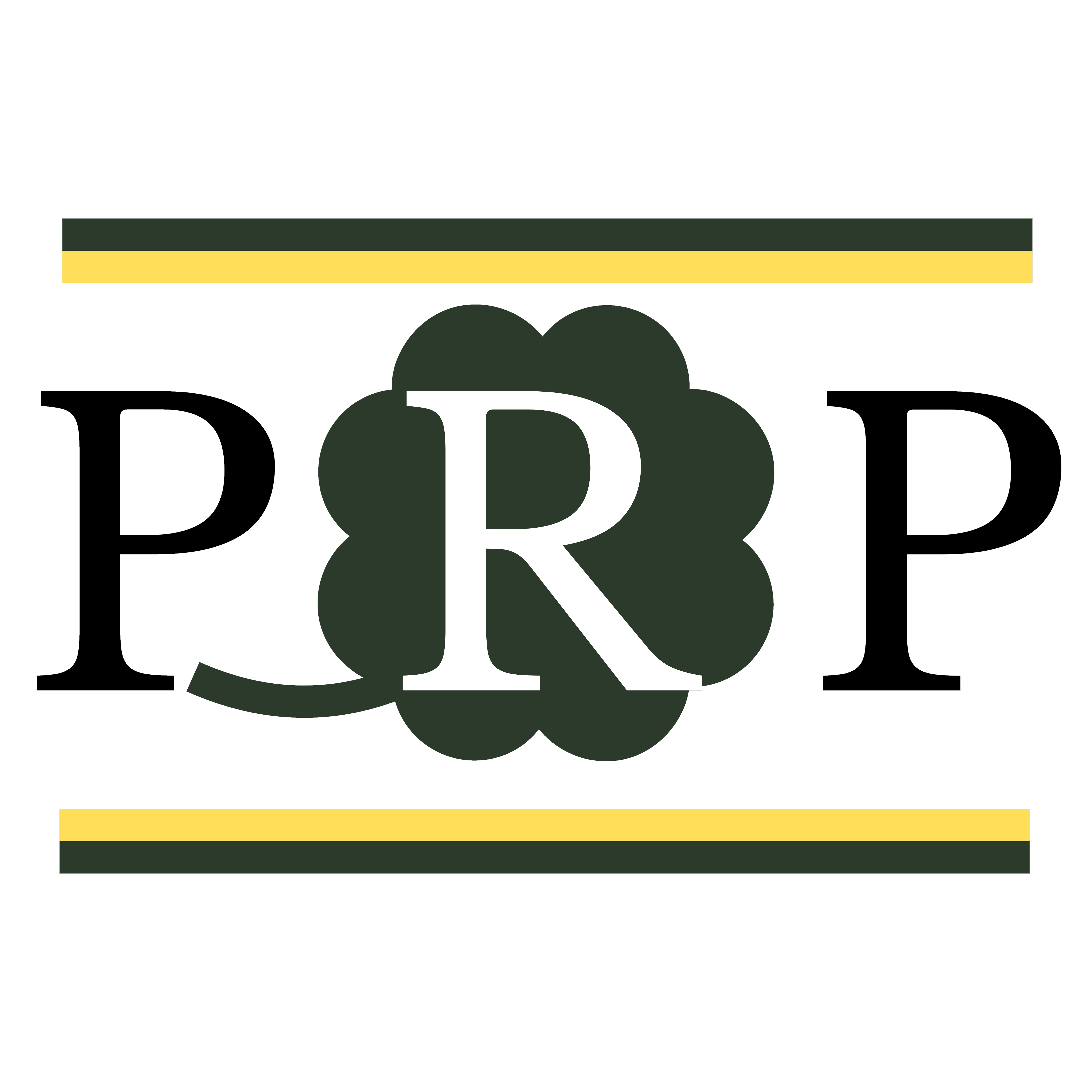
Logotipo do partido, por volta de 1990

Outro Partido Republicano Progressista, que, aliás inspirou o novo, dirigido por Ademar de Barros, foi o criado em 1945, e disputou as eleições para a Assembleia Nacional Constituinte eleita no mesmo ano. Em 1946, fundiu-se ao PPS, de Miguel Reale, e ao PAN, de Álvaro Rolim Telles, para formar o Partido Social Progressista, que durou até a extinção dos partidos pelo AI-2 em 1965.
Em 1998, tentou lançar Oswaldo Souza Oliveira como candidato à presidência, mas ele acabou desistindo. Nas eleições de 2006, o PRP concorreu pela primeira vez à Presidência da República. A cientista política Ana Maria Rangel foi escolhida como candidata do partido ao principal cargo político do Brasil, tendo ficado em quinto lugar, com 126.404 votos. Em 2014 o PRP elegeu 3 deputados federais e 12 deputados estaduais, sendo 3 deputados estaduais somente no Estado do Espírito Santo.
Nas eleições de 2018, apoiou a candidatura de Álvaro Dias à presidência da República, elegendo ainda 4 deputados federais - Raimundo Costa, pela Bahia; Bia Kicis, pelo Distrito Federal; o ex-governador de Goiás Alcides Rodrigues (atualmente no Patriota) e Wladimir Garotinho, pelo Rio de Janeiro, elegendo ainda para o Senado o jornalista Jorge Kajuru, pelo estado de Goiás.

### Incorporação ao Patriota
Em 17 de dezembro de 2018, o PRP e o Patriota anunciaram a fusão entre os dois partidos, com o objetivo de superar a cláusula de barreira e garantir acesso ao fundo partidário, mantendo o nome do Patriota e o número de registro 51. Em 28 de março de 2019, o plenário do TSE aprovou a incorporação do PRP ao Patriota.

## Ideologia
O partido defendia o conservadorismo moderado, tendo as vezes ideologia social-democrata. O partido também era considerado neo-republicano sendo assim considerado de centro-direita, ocasionalmente alternando com o centro e a centro-esquerda.

## Ranking da corrupção
Com base em dados divulgados pelo Tribunal Superior Eleitoral, o Movimento de Combate à Corrupção Eleitoral divulgou um balanço, em 4 de outubro de 2007, com os partidos com maior número de parlamentares cassados por corrupção desde o ano 2000. O PRP aparecia em décimo-quarto (e último) lugar na lista, com uma única cassação, empatado com Partido Humanista da Solidariedade (PHS), Partido de Reedificação da Ordem Nacional (PRONA) e Partido Verde (PV).

## Bancada na Câmara dos Deputados

### Bancada eleita para a legislatura
| Legislatura      | Eleitos | %    | AC | AL | AM | AP | BA | CE | DF | ES | GO | MA | MG | MS | MT | PA | PB | PE | PI | PR | RJ | RN | RO | RR | RS | SC | SE | SP | TO | Diferença |
| ---------------- | ------- | ---- | -- | -- | -- | -- | -- | -- | -- | -- | -- | -- | -- | -- | -- | -- | -- | -- | -- | -- | -- | -- | -- | -- | -- | -- | -- | -- | -- | --------- |
| 55.ª (2015-2019) | 3       | 0,58 | 0  | 0  | 0  | 0  | 0  | 0  | 0  | 0  | 0  | 1  | 1  | 0  | 0  | 0  | 0  | 0  | 0  | 0  | 1  | 0  | 0  | 0  | 0  | 0  | 0  | 0  | 0  | +1        |
| 54.ª (2011-2015) | 2       | 0,39 | 0  | 0  | 0  | 0  | 1  | 0  | 0  | 0  | 0  | 0  | 0  | 0  | 0  | 0  | 0  | 0  | 0  | 0  | 0  | 0  | 0  | 1  | 0  | 0  | 0  | 0  | 0  | +2        |
| 53.ª (2007-2011) | 0       |      | 0  | 0  | 0  | 0  | 0  | 0  | 0  | 0  | 0  | 0  | 0  | 0  | 0  | 0  | 0  | 0  | 0  | 0  | 0  | 0  | 0  | 0  | 0  | 0  | 0  | 0  | 0  | ±0        |
| 52.ª (2003-2007) | 0       |      | 0  | 0  | 0  | 0  | 0  | 0  | 0  | 0  | 0  | 0  | 0  | 0  | 0  | 0  | 0  | 0  | 0  | 0  | 0  | 0  | 0  | 0  | 0  | 0  | 0  | 0  | 0  | ±0        |
| 51.ª (1999-2003) | 0       |      | 0  | 0  | 0  | 0  | 0  | 0  | 0  | 0  | 0  | 0  | 0  | 0  | 0  | 0  | 0  | 0  | 0  | 0  | 0  | 0  | 0  | 0  | 0  | 0  | 0  | 0  | 0  |           |

Fonte: Portal da Câmara dos Deputados - Bancada na Eleição.

## Participação do partido nas eleições presidenciais
| Ano  | Imagem | Candidato a Presidente       | Candidato a Vice-Presidente   | Coligação                                        | Votos       | %     | Colocação |
| ---- | ------ | ---------------------------- | ----------------------------- | ------------------------------------------------ | ----------- | ----- | --------- |
| 1998 |        | Oswaldo Souza Oliveira (PRP) | Sem Informação (PRP)          | Sem coligação                                    | Interferido | 0,00  | N/A       |
| 2006 |        | Ana Maria Rangel (PRP)       | Delma Gama (PRP)              | Sem coligação                                    | 126.404     | 0,13  | 5º        |
| 2014 |        | Marina Silva (PSB)           | Beto Albuquerque (PSB)        | Unidos pelo Brasil PSB, PHS, PRP, PPS, PPL e PSL | 22.176.619  | 21,32 | 3º        |
| 2018 |        | Álvaro Dias (PODE)           | Paulo Rabello de Castro (PSC) | Mudança de Verdade PODE, PSC, PTC e PRP          | 859.574     | 0,80% | 9.º       |